# Blagodarnyj
Blagodarnyj (rusky Благода́рный) je město ve Stavropolském kraji v Ruské federaci. Při sčítání lidu v roce 2010 mělo bezmála třiatřicet tisíc obyvatel.

## Poloha a doprava
Blagodarnyj leží v Předkavkazí na Mokré Bujvole, levém přítoku Kumy v úmoří Kaspického moře. Od Stavropolu, správního střediska kraje, je vzdálen zhruba 150 kilometrů východně.

## Dějiny
Blagodarnyj byl založen v roce 1782 jako vesnice pod jménem Blagodarnoje. Povýšení na město a přejmenování na moderní jméno se odehrálo v roce 1971.